# 플라테오사우루스
플라테오사우루스(Plateosaurus)는 트라이아스기 후기 현재의 중앙유럽과 북유럽 지역, 남아프리카, 그린란드, 북아메리카에 서식한 플라테오사우루스과의 공룡이다. 다 자란 플라테오사우루스의 몸길이는 4.8~10m, 몸무게는 0.6t에서 최대 4t 정도에 달했을 정도로 추정되고 있다.